# UCI Europe Tour de 2012-2013
O UCI Europe Tour 2012-2013 foi a nona temporada do calendário ciclístico internacional europeu. Iniciou-se a 27 de janeiro de 2013 com o Grande Prêmio Ciclista a Marsellesa na França e finalizou a 20 de outubro do mesmo ano com a Chrono des Nations, também na França.
O ganhador final foi o austriaco Riccardo Zoidl, por equipas impôs-se a Europcar, França e os Países Baixos levaram-se a classificação por países e países sub-23 respectivamente.

## Carreiras e categorias

### Carreiras agredadas, suspendidas ou eliminadas
O cronograma inicial do calendário era de 317 carreiras (que poderiam ter sido 329 depois da introdução do Troféu Palma, Troféu Migjorn, Umag Trophy, Hageland GP, Ringerike GP, Kosice-Miskolc, Grande Prêmio de Llodio, Zuid Oost Drenthe Classic I, Zuid Oost Drenthe Classic II, Race Horinzon Park I, Kralovehradeckeho kraje e Tour dos Fiordos em princípio não incluídas), devido a isso é com amplitude o circuito que mais carreiras contém, ainda que ao longo da temporada 59 foram suspensas. A seguinte é a lista da maioria dessas competições que por diversos motivos finalmente não se disputaram:
| Listagem de carreiras suspendidas ou eliminadas | Listagem de carreiras suspendidas ou eliminadas | Listagem de carreiras suspendidas ou eliminadas | Listagem de carreiras suspendidas ou eliminadas | Listagem de carreiras suspendidas ou eliminadas | Listagem de carreiras suspendidas ou eliminadas |
| ----------------------------------------------- | ----------------------------------------------- | ----------------------------------------------- | ----------------------------------------------- | ----------------------------------------------- | ----------------------------------------------- |

| Data                       | Carreira                                                  | Cat.   | Causa                                                                             |
| -------------------------- | --------------------------------------------------------- | ------ | --------------------------------------------------------------------------------- |
| 6 de fevereiro             | Troféu Serra de Tramuntana                                | 1.1    |                                                                                   |
| 7 de fevereiro             | Giro de Calabria                                          | 1.2    |                                                                                   |
| 23 de fevereiro            | La Drôme Classic                                          | 1.1    | Meteorológica                                                                     |
| 24 de fevereiro            | Kuurne-Bruxelas-Kuurne                                    | 1.1    | Meteorológica                                                                     |
| 24 de fevereiro            | Grande Prêmio de Lugano                                   | 1.1    | Meteorológica                                                                     |
| 26 de fevereiro            | Giro do Friuli                                            | 1.1    |                                                                                   |
| 3 de março                 | Troféu Zssdi                                              | 1.2    |                                                                                   |
| 10 de março                | Dwars door Drenthe                                        | 1.1    | Meteorológica                                                                     |
| 10 de março                | Troféu Franco Balestra                                    | 1.2    |                                                                                   |
| 13 de março                | Nokere Koerse                                             | 1.1    | Meteorológica                                                                     |
| 31 de março                | Flèche d’Emeraude                                         | 1.1    | Administrativos                                                                   |
| 16 ao 20 de abril          | Toscana-Terra di ciclismo-Coppa delle Nazioni             | 2.ncup |                                                                                   |
| 20 de abril                | Grande Prêmio de Llodio                                   | 1.1    | Financeira                                                                        |
| 25 ao 28 de abril          | Tour de Tesalia                                           | 2.2    |                                                                                   |
| 26 ao 28 de abril          | Zuid Oost Drenthe Classic                                 | 2.2    | Dividida na Zuid Oost Drenthe Classic I e Zuid Oost Drenthe Classic II            |
| 28 de abril                | Troféu dos Escaladores                                    | 1.1    |                                                                                   |
| 1 de maio                  | Troféu Papà Cervi                                         | 1.2    | Financeira                                                                        |
| 14 de maio                 | Zellik-Galmaarden                                         | 1.2    |                                                                                   |
| 15 ao 19 de maio           | Circuito de Lorena                                        | 2.2    | Financeira                                                                        |
| 19 de maio                 | Neuseen Classics                                          | 1.1    | Requalificada amador                                                              |
| 26 de maio                 | Paris-Roubaix sub-23                                      | 1.2U   | Financeira                                                                        |
| 30 de maio ao 2 de junho   | Tour de Tracia                                            | 2.2    |                                                                                   |
| 4 ao 7 de junho            | Tour de Capadocia                                         | 2.2    |                                                                                   |
| 7 de junho                 | Riga-Ventspils Grand Prix                                 | 1.1    | Não chegaram a se correr e se fundiram num único chamado Riga-Jurmala Grande Prix |
| 8 de junho                 | Ventspils-Jurmala Grand Prix                              | 1.1    | Não chegaram a se correr e se fundiram num único chamado Riga-Jurmala Grande Prix |
| 7 ao 16 de junho           | Girobio                                                   | 2.2    |                                                                                   |
| 16 de junho                | Celtic Chrono                                             | 1.2    |                                                                                   |
| 19 de julho                | Rogaland G. P.                                            | 1.1    |                                                                                   |
| 20 ao 21 de julho          | Sachsen Tour                                              | 2.2    |                                                                                   |
| 28 de julho                | Sparkassen Giro                                           | 1.1    | Requalificada a carreira não oficial                                              |
| 31 de julho ao 1 de agosto | Paris-Corrèze                                             | 2.1    | Financeira                                                                        |
| 31 de julho ao 2 de agosto | Tour dos Pirineos                                         | 2.2    |                                                                                   |
| 15 ao 18 de agosto         | Mi-août en Bretagne                                       | 2.2    | Financeira                                                                        |
| 25 de agosto               | Grande Prêmio Sofía I                                     | 1.2    |                                                                                   |
| 27 de agosto               | Grande Prêmio Sofía II                                    | 1.2    |                                                                                   |
| 29 de agosto               | Grande Prêmio Dobrich I                                   | 1.2    |                                                                                   |
| 29 de agosto               | Grande Prêmio Indústria e Comércio Artigianato Carnaghese | 1.1    |                                                                                   |
| 30 de agosto               | Grande Prêmio Dobrich II                                  | 1.2    |                                                                                   |
| 31 de agosto               | Giro do Veneto                                            | 1.1    |                                                                                   |
| 1 de setembro              | Franco Ballerini Day                                      | 1.1    |                                                                                   |
| 1 de setembro              | Latvian Cycling Race                                      | 1.2    |                                                                                   |
| 4 de setembro              | Memorial Rik Van Steenbergen                              | 1.1    |                                                                                   |
| 10 ao 13 de setembro       | Monviso Venezia-Il Padania                                | 2.1    |                                                                                   |
| 20 de setembro             | Grande Prêmio Pleven                                      | 1.2    |                                                                                   |
| 22 de setembro             | Grande Prêmio Lovech                                      | 1.2    |                                                                                   |
| 3 ao 6 de outubro          | Tour de Marmara                                           | 2.2    |                                                                                   |
| 4 de outubro               | Giro do Piemonte                                          | 1.hc   | Financeira                                                                        |
| 10 ao 13 de outubro        | Tour de Galípoli                                          | 2.2    |                                                                                   |
| 15 de outubro              | Giro da Romagna                                           | 1.1    |                                                                                   |
| 15 ao 20 de outubro        | Tour da Grécia                                            | 2.2    |                                                                                   |
| 16 de outubro              | Coppa Placci                                              | 1.1    |                                                                                   |

Depois destas anulações o calendário foi de 270 carreiras, contando as duas provas do Campeonato Europeu sub-23 disputado na República Checa.

### Categorias
Foram 26 as carreiras de máxima categoria (com respeito à edição anterior desceu o Grande Prêmio Miguel Indurain e o Tour de Limusino e ascendeu a Através de Flandres). No seguinte quadro mostram-se as carreiras com maior pontuação desta edição do UCI Europe Tour ordenado por países, para o resto das competições veja-se:
| Carreira                     | Categoria |
| ---------------------------- | --------- |
| Grande Prêmio de Frankfurt   | 1.hc      |
| Volta à Baviera              | 2.hc      |
| Volta à Áustria              | 2.hc      |
| Omloop Het Nieuwsblad        | 1.hc      |
| Através de Flandres          | 1.hc      |
| Três dias de Bruges–De Panne | 2.hc      |
| Scheldeprijs Vlaanderen      | 1.hc      |
| Flecha Brabanzona            | 1.hc      |
| Volta à Bélgica              | 2.hc      |
| Tour de Valônia              | 2.hc      |
| Brussels Cycling Classic     | 1.hc      |
| Volta à Dinamarca            | 2.hc      |
| Clássica de Almeria          | 1.hc      |
| Volta a Burgos               | 2.hc      |

| Carreira                  | Categoria |
| ------------------------- | --------- |
| Critérium Internacional   | 2.hc      |
| Quatro Dias de Dunquerque | 2.hc      |
| Grande Prêmio de Fourmies | 1.hc      |
| Tour de Vendée            | 1.hc      |
| Paris-Tours               | 1.hc      |
| Giro do Trentino          | 2.hc      |
| Tre Valli Varesine        | 1.hc      |
| Milano-Torino             | 1.hc      |
| Grande Piemonte           | 1.hc      |
| Giro de Emília            | 1.hc      |
| Tour do Luxemburgo        | 2.hc      |
| Volta à Turquia           | 2.hc      |

Ademais, os campeonatos nacionais de estrada e contrarrelógio de países europeus bem como o Campeonato Mundial dessa temporada também pontuaram para o UCI Europe Tour.
França, Itália e Bélgica são com diferença os 3 países que dominaram em número de competições previstas, aliás a soma delas são mais da metade do total as que se disputaram. A seguinte lista inclui os países com mais de 5 carreiras no calendário 2012-2013:
| País          | Nº de carreiras registadas | Nº de carreiras finalmente disputadas |
| ------------- | -------------------------- | ------------------------------------- |
| França        | 71                         | 63                                    |
| Itália        | 57                         | 43                                    |
| Bélgica       | 46                         | 42                                    |
| Países Baixos | 20                         | 18                                    |
| Espanha       | 17                         | 18                                    |
| Alemanha      | 11                         | 8                                     |
| Polónia       | 9                          | 9                                     |
| Bulgária      | 7                          | 1                                     |
| Rússia        | 6                          | 6                                     |
| Noruega       | 6                          | 5                                     |
| Letônia       | 6                          | 3                                     |

| Dinamarca            | 5         | 5         |
| Chéquia              | 5 (7)     | 5 (7)     |
| Turquia              | 5         | 1         |
| Portugal             | 4         | 4         |
| Áustria              | 4         | 4         |
| Eslovênia            | 4         | 4         |
| Reino Unido          | 3         | 3         |
| Suíça                | 3         | 3         |
| Sérvia               | 3         | 3         |
| Croácia              | 3         | 3         |
| Ucrânia              | 3         | 3         |
| Roménia              | 3         | 3         |
| Hungria              | 3         | 3         |
| Luxemburgo           | 2         | 2         |
| Irlanda              | 2         | 1         |
| Grécia               | 2         | 0         |
| Bósnia e Herzegovina | 1         | 1         |
| Suécia               | 1         | 1         |
| Azerbaijão           | 1         | 1         |
| Estónia              | 1         | 1         |
| Eslováquia           | 1         | 1         |
| Total                | 315 (317) | 268 (270) |

- No caso dos Países Baixos não estavam no calendário inicial a Zuid Oost Drenthe Classic I nem Zuid Oost Drenthe Classic II que substituíram à Zuid Oost Drenthe Classic.
- No caso de Luxemburgo não estava no calendário inicial a Flèche du Sud que estava registada como francesa.

## Equipas
As equipas que puderam participar nas diferentes carreiras dependem da categoria das mesmas. A maior nível de uma carreira podem participar equipas a mais nível. As equipas UCI ProTeam, só podem participar das carreiras .HC e .1 mas têm cota limitada e os pontos que conseguem seus ciclistas não van à classificação.
| Categoria                      | Categoria                             | Equipas |
| ------------------------------ | ------------------------------------- | --- |
| align=center \|.HC             | 1.hc (Carreira de um dia)             | ProTeam (max 70%) Profissionais Continentais Continentais do país da carreira Selecção nacional do país da carreira |
| align=center \|.HC             | 2.hc (Carreira de vários dias)        | ProTeam (max 70%) Profissionais Continentais Continentais do país da carreira Selecção nacional do país da carreira |
| align=center \|.1              | 1.1 (Carreira de um dia)              | ProTeam (max 50%) Profissionais Continentais Continentais Selecções nacionais                                       |
| align=center \|.1              | 2.1 (Carreira de vários dias)         | ProTeam (max 50%) Profissionais Continentais Continentais Selecções nacionais                                       |
| align=center \|.2              | 1.2 e 1.2U (Carreiras de um dia)      | Profissionais Continentais Continentais Selecções nacionais Selecções regionais Amador                              |
| align=center \|.2              | 2.2 e 2.2U (Carreiras de vários dias) | Profissionais Continentais Continentais Selecções nacionais Selecções regionais Amador                              |
| align=center \| .Ncup (sub-23) | 1.ncup (Carreira de um dia)           | Selecções nacionais Selecções mistas                                                                                |
| align=center \| .Ncup (sub-23) | 2.ncup (Carreira de vários dias)      | Selecções nacionais Selecções mistas                                                                                |

Para favorecer o convite às equipas mais humildes, a União Ciclista Internacional publicou a 31 de janeiro de 2013 um "ranking fictício" das equipas Continentais, sobre a base dos pontos obtidos por seus ciclistas na temporada anterior. Os organizadores de carreiras .2 devem obrigatoriamente convidar aos 3 primeiros desse ranking e desta forma podem aceder a um maior número de carreiras. Neste circuito os convidados automaticamente a carreiras de categoria .2 foram a Rabobank Development Team, Cyclingteam De Rijke-Shanks e Team Gourmetfein-Simplon, ainda que a diferença do UCI World Tour as equipas podem recusar dita convite.

## Barómetro de pontuação
Os pontos, nas carreiras por etapas (2.hc, 2.1 e 2.2), outorgam-se à classificação individual final, à cada uma das etapas e ao líder da individual em cada etapa.
Nas carreiras de um dia (1.hc, 1.1 e 1.2), Campeonato Mundial, Campeonatos Europeus (CC) e campeonatos nacionais que pontuam (que varia dependendo do ranking por países do UCI Europe Tour da temporada anterior), se outorgam à classificação final.
Os pontos repartem-se da seguinte maneira:
| Posição | 2.hc 1.hc | 2.1 1.1 CC sub-23 em Estrada 1.ncup | 2.2 1.2 2.2U 1.2U 2.ncup | CC sub-23 Contrarrelógio |
| ------- | --------- | ----------------------------------- | ------------------------ | ------------------------ |
| 1º      | 100       | 80                                  | 40                       | 20                       |
| 2º      | 70        | 56                                  | 30                       | 14                       |
| 3º      | 40        | 32                                  | 16                       | 8                        |
| 4º      | 30        | 24                                  | 12                       | 7                        |
| 5º      | 25        | 20                                  | 10                       | 6                        |
| 6º      | 20        | 16                                  | 8                        | 5                        |
| 7º      | 15        | 12                                  | 6                        | 4                        |
| 8º      | 10        | 8                                   | 3                        | 2                        |
| 9º      | 9         | 7                                   |                          |                          |
| 10º     | 8         | 6                                   |                          |                          |
| 11º     | 7         | 5                                   |                          |                          |
| 12º     | 6         | 3                                   |                          |                          |
| 13º     | 5         |                                     |                          |                          |
| 14º     | 4         |                                     |                          |                          |
| 15º     | 3         |                                     |                          |                          |

| Posição | 2.hc | 2.1 | 2.2 2.2U 2.ncup |
| ------- | ---- | --- | --------------- |
| 1º      | 20   | 16  | 8               |
| 2º      | 14   | 11  | 5               |
| 3º      | 8    | 6   | 2               |
| 4º      | 7    | 5   |                 |
| 5º      | 6    | 4   |                 |
| 6º      | 5    | 2   |                 |
| 7º      | 4    |     |                 |
| 8º      | 2    |     |                 |

| Posição | 2.hc | 2.1 | 2.2 2.2U 2.ncup |
| ------- | ---- | --- | --------------- |
| 1º      | 10   | 8   | 4               |

Para o barómetro do Campeonato Mundial veja-se: Barómetro de pontuação dos Circuitos Continentais da UCI.

## Calendário
Contou com as seguintes provas, tanto por etapas como de um dia.

### Janeiro
| Data    | Carreira                            | Cat. | Ganhador        | Equipa do ganhador |
| ------- | ----------------------------------- | ---- | --------------- | ------------------ |
| 27      | Grande Prêmio Ciclista a Marsellesa | 1.1  | Justin Jules    | La Pomme Marseille |
| 30 ao 3 | Estrela de Bessèges                 | 2.1  | Jonathan Hivert | Sojasun            |

### Fevereiro
| Data     | Carreira                         | Cat. | Ganhador           | Equipa                     |
| -------- | -------------------------------- | ---- | ------------------ | -------------------------- |
| 3        | Troféu Palma                     | 1.1  | Kenny Dehaes       | Lotto Belisol              |
| 4        | Troféu Migjorn                   | 1.1  | Leigh Howard       | Orica-GreenEDGE            |
| 5        | Troféu Deiá                      | 1.1  | Alejandro Valverde | Movistar                   |
| 6        | Troféu Platja de Muro            | 1.1  | Leigh Howard       | Orica-GreenEDGE            |
| 6 ao 10  | Tour do Mediterrâneo             | 2.1  | Thomas Lövkvist    | IAM                        |
| 14 ao 17 | Volta ao Algarve                 | 2.1  | Tony Martin        | Omega Pharma-Quick Step    |
| 16       | Troféu Laigueglia                | 1.1  | Filippo Pozzato    | Lampre-Merida              |
| 16 ao 17 | Tour du Haut-Var                 | 2.1  | Arthur Vichot      | FDJ                        |
| 17 ao 20 | Volta a Andaluzia                | 2.1  | Alejandro Valverde | Movistar                   |
| 23       | Volta a Múrcia                   | 1.1  | Dani Navarro       | Cofidis, Solutions Crédits |
| 23       | Beverbeek Classic                | 1.2  | Nick van der Lijke | Rabobank Development       |
| 23       | Omloop Het Nieuwsblad            | 1.hc | Luca Paolini       | Katusha                    |
| 24       | Les Boucles du Sud Ardèche       | 1.1  | Mathieu Drujon     | BigMat-Auber 93            |
| 24       | Clássica de Almeria              | 1.hc | Mark Renshaw       | Blanco                     |
| 27       | Le Samyn                         | 1.1  | Alexey Tsatevitch  | Katusha                    |
| 28       | Grande Prêmio Cidade de Camaiore | 1.1  | Peter Sagan        | Cannondale                 |

### Março
| Data     | Carreira                                  | Cat. | Ganhador             | Equipa                       |
| -------- | ----------------------------------------- | ---- | -------------------- | ---------------------------- |
| 1 ao 3   | Três Dias de Flandres Ocidental           | 2.1  | Kristof Vandewalle   | Omega Pharma-Quick Step      |
| 2        | Ster van Zwolle                           | 1.2  | Dylan Van Baarle     | Rabobank Development         |
| 2        | Strade Bianche                            | 1.1  | Moreno Moser         | Cannondale                   |
| 3        | Roma Maxima                               | 1.1  | Biel Kadri           | AG2R La Mondiale             |
| 3        | Grande Prêmio Villa de Lillers            | 1.2  | Benoît Daeninck      | CC Nogent-sur-Oise           |
| 6        | Umag Trophy                               | 1.2  | Aljaž Hočevar        | Adria Mobil                  |
| 9        | Tour de Drenthe                           | 1.1  | Alexander Wetterhall | NetApp-Endura                |
| 10       | Dorpenomloop Rucphen                      | 1.2  | Dylan Van Baarle     | Rabobank Development         |
| 10       | Paris-Troyes                              | 1.2  | Jean-Marc Bideau     | Bretagne-Séché Environnement |
| 10       | Porec Trophy                              | 1.2  | Matej Mugerli        | Adria Mobil                  |
| 10       | Kattekoers                                | 1.2  | Jérôme Baugnies      | To Win-Josan                 |
| 10       | Omloop van het Waasland                   | 1.2  | Pieter Jacobs        | Topsport Vlaanderen-Baloise  |
| 14       | Grande Prêmio Nobili Rubinetterie         | 1.1  | Bob Jungels          | RadioShack Leopard           |
| 14 ao 17 | Istrian Spring Trophy                     | 2.2  | Matej Mugerli        | Adria Mobil                  |
| 15       | Handzame Classic                          | 1.1  | Kenny Dehaes         | Lotto Belisol                |
| 16       | Clássica de Loire-Atlantique              | 1.1  | Edwig Cammaerts      | Cofidis, Solutions Crédits   |
| 17       | Grande Prêmio Cholet-Pays de Loire        | 1.1  | Damien Gaudin        | Europcar                     |
| 17       | Grande Prêmio da Ville de Nogent-sur-Oise | 1.2  | Alexander Kamp       | Cult Energy                  |
| 17       | Grande Prêmio San Giuseppe                | 1.2  | Luca Chirico         | Trevigiani Dynamon Bottoli   |
| 18 ao 24 | Volta à Normandia                         | 2.2  | Silvan Dillier       | BMC Development              |
| 20       | Através de Flandres                       | 1.hc | Oscar Gatto          | Vini Fantini                 |
| 20 ao 24 | Settimana Coppi e Bartali                 | 2.1  | Diego Ulissi         | Lampre-Merida                |
| 20 ao 24 | Volta ao Alentejo                         | 2.2  | Jasper Stuyven       | Bontrager                    |
| 23       | Kosice-Miskolc                            | 1.2  | Michal Kolář         | Dukla Trencin-Trek           |
| 23 ao 24 | Critérium Internacional                   | 2.hc | Chris Froome         | Sky                          |
| 26 ao 28 | Três dias de Bruges–De Panne              | 2.hc | Sylvain Chavanel     | Omega Pharma-QuickStep       |
| 29       | Route Adélie                              | 1.1  | Alessandro Malaguti  | Androni Giocattoli-Venezuela |
| 29 ao 31 | Triptyque des Monts et Châteaux           | 2.2  | Fabio Silvestre      | Leopard-Trek Continental     |
| 30       | Volta Limburg Classic                     | 1.1  | Rüdiger Selig        | Katusha                      |
| 30       | Grande Prêmio Miguel Indurain             | 1.1  | Simon Špilak         | Katusha                      |
| 30 ao 31 | Boucle de l'Artois                        | 2.2  | Fredrik Ludvigsson   | People4you-Unaas             |
| 31       | Volta à La Rioja                          | 1.1  | Francesco Lasca      | Caja Rural-Seguros RGA       |
| 31       | Val d'Ille U Classic 35                   | 1.1  | Nacer Bouhanni       | FDJ                          |

### Abril
| Data     | Carreira                                       | Cat.   | Ganhador            | Equipa                       |
| -------- | ---------------------------------------------- | ------ | ------------------- | ---------------------------- |
| 1        | Giro do Belvedere                              | 1.2U   | Stefan Küng         | BMC Development              |
| 2        | Grande Prêmio Palio do Recioto                 | 1.2U   | Caleb Ewan          | Austrália                    |
| 2 ao 5   | Circuito de la Sarthe                          | 2.1    | Pierre Rolland      | Europcar                     |
| 3        | Scheldeprijs Vlaanderen                        | 1.hc   | Marcel Kittel       | Argos-Shimano                |
| 3-7      | Grande Prêmio de Sochi                         | 2.2    | Vitaliy Buts        | Kolss                        |
| 4        | Grande Prêmio Pino Cerami                      | 1.1    | Jonas Vangenechten  | Lotto Belisol                |
| 5 ao 7   | Circuito das Ardenas                           | 2.2    | Riccardo Zoidl      | Gourmetfein Simplon          |
| 6        | Tour de Flandres sub-23                        | 1.ncup | Rick Zabel          | Rabobank Development         |
| 7        | Klasika Primavera                              | 1.1    | Rui Costa           | Movistar                     |
| 7        | Troféu Banca Popular de Vicenza                | 1.2U   | Michele Scartezzini | Trevigiani Dynamon Bottoli   |
| 7        | Grande Prêmio Sencur                           | 1.2    | Radoslav Rogina     | Adria Mobil                  |
| 9        | Paris-Camembert                                | 1.1    | Pierrick Fédrigo    | FDJ                          |
| 10       | Flecha Brabanzona                              | 1.hc   | Peter Sagan         | Cannondale                   |
| 10       | La Côte Picarde                                | 1.ncup | Caleb Ewan          | Austrália                    |
| 10 ao 14 | Tour de Loir-et-Cher                           | 2.2    | Tino Thömel         | NSP-Ghost                    |
| 11       | Grande Prêmio de Denain                        | 1.1    | Arnaud Démare       | FDJ                          |
| 12 ao 14 | Volta a Castela e Leão                         | 2.1    | Rubén Plaza         | Movistar                     |
| 13       | Tour de Finistère                              | 1.1    | Cyril Gautier       | Europcar                     |
| 13       | Troféu Edil C                                  | 1.2    | Andrea Zordan       | Zalf Euromobil désirée fior  |
| 13       | Liège-Bastogne-Liège sub-23                    | 1.2U   | Michael Valgren     | Cult Energy                  |
| 13       | ZLM Tour                                       | 1.ncup | Yoeri Havik         | De Rijke-Shanks              |
| 14       | Tro Bro Leon                                   | 1.1    | Francis Mourey      | FDJ                          |
| 14       | Grande Prêmio Donetsk                          | 1.2    | Anatoliy Pakhtusov  | ISD Continental              |
| 16 ao 19 | Giro do Trentino                               | 2.hc   | Vincenzo Nibali     | Astana                       |
| 17 ao 21 | Grande Prêmio de Adigueya                      | 2.2    | Andriy Khripta      | Kolss                        |
| 20       | Bania Luka-Belgrado I                          | 1.2    | Michal Kolář        | Dukla Trencin-Trek           |
| 20       | Memorial Arno Wallaard                         | 1.2    | Coen Vermeltfoort   | De Rijke-Shanks              |
| 20       | Grande Prêmio Herning                          | 1.2    | Lasse Norman Hansen | Blue Water                   |
| 21       | La Roue Tourangelle                            | 1.1    | Mickaël Delage      | FDJ                          |
| 21       | Paris-Mantes-en-Yvelines                       | 1.2    | Nicolas Baldo       | Atlas Personal-Jakroo        |
| 21       | Volta à Holanda Setentrional                   | 1.2    | Dylan Groenewegen   | De Rijke-Shanks              |
| 21       | Bania Luka-Belgrado II                         | 1.2    | Matej Mugerli       | Adria Mobil                  |
| 21       | East Midlands International Cicle Classic      | 1.2    | Ian Wilkinson       | UK Youth                     |
| 21-28    | Volta à Turquia                                | 2.hc   | Mustafa Sayar       | Torku Sekerspor              |
| 25       | Grande Prêmio della Liberazione                | 1.2U   | Ilia Koshevoy       | Big Hunter                   |
| 25 ao 1  | Tour de Bretanha                               | 2.2    | Riccardo Zoidl      | Gourmetfein-Simplon          |
| 26       | Skive-Lobet                                    | 1.2    | Patrick Clausen     | Cult Energy                  |
| 27       | Grande Prêmio Indústria e Artigianato-Larciano | 1.1    | Mauro Santambrogio  | Vini Fantini                 |
| 27       | Himmerland Rundt                               | 1.2    | Yoeri Havik         | De Rijke-Shanks              |
| 27       | Zuid Oost Drenthe Classic I                    | 1.2    | Jeff Vermeulen      | Metec Tkh                    |
| 28       | Giro de Toscana                                | 1.1    | Mattia Gavazzi      | Androni Giocattoli-Venezuela |
| 28       | Destination Thy                                | 1.2    | Tino Zaballa        | Christina Watches-Onfone     |
| 28       | Zuid Oost Drenthe Classic II                   | 1.2    | Brian Van Goethem   | Metec Tkh                    |
| 28       | Grande Prêmio Indústrias do Mármore            | 1.2    | Luca Benedetti      | Bedogni-Anico-Natalini       |

### Maio
| Data     | Carreira                          | Cat. | Ganhador               | Equipa                      |
| -------- | --------------------------------- | ---- | ---------------------- | --------------------------- |
| 1        | Memóriał Andrzeja Trochanowskiego | 1.2  | Konrad Dabkowski       | BDC-Marcpol                 |
| 1        | Maior Cup                         | 1.2  | Vitaliy Buts           | Kolss                       |
| 1        | Grande Prêmio do 1 de Maio        | 1.2  | Coen Vermeltfoort      | De Rijke-Shanks             |
| 1        | Grande Prêmio de Frankfurt sub-23 | 1.2U | Lasse Norman Hansen    | Blue Water                  |
| 1        | Grande Prêmio de Frankfurt        | 1.hc | Simon Špilak           | Katusha                     |
| 1 ao 5   | Tour do Azerbaijão                | 2.2  | Serhiy Grechyn         | Torku Sekerspor             |
| 1 ao 5   | Carpathia Couriers Paths          | 2.2U | Stefan Poutsma         | Jo Piels                    |
| 1 ao 5   | Quatro Dias de Dunquerque         | 2.hc | Arnaud Demare          | FDJ                         |
| 2        | Memorial Oleg Dyachenko           | 1.2  | Alexander Rybakov      | RusVelo                     |
| 3        | Grande Prêmio de Moscovo          | 1.2  | Ivan Kovalev           | RusVelo                     |
| 3 ao 5   | Szlakiem Grodów Piastowskich      | 2.1  | Jan Bárta              | NetApp-Endura               |
| 4        | Tour de Overijssel                | 1.2  | Tom Vermeer            | Jo Piels                    |
| 4        | Tour de Berna                     | 1.2  | Marcel Wyss            | IAM                         |
| 4        | Hadeland G. P.                    | 1.2  | Fredrik Strand Galta   | Øster Hus-Ridley            |
| 4        | Volta à Comunidade de Madri       | 1.1  | Javier Moreno          | Movistar                    |
| 5        | Circuito de Porto-Troféu Averdi   | 1.2  | Paolo Simion           | Zalf Euromobil Désirée Fior |
| 5        | Ringerike G. P.                   | 1.2  | Reidar Borgersen       | Joker Merida                |
| 5        | Circuito de Valonia               | 1.2  | Sébastien Delfosse     | Crelan-Euphony              |
| 5 ao 9   | Cinco Anéis de Moscovo            | 2.2  | Maksim Razumov         | Itera-Katusha               |
| 8 ao 12  | Flèche du Sud                     | 2.2  | Michael Valgren        | Cult Energy                 |
| 8 ao 12  | Giro do Friuli Venezia Giulia     | 2.2  | Jan Polanc             | Radenska                    |
| 9        | Tour de Limburgo                  | 1.2  | Olivier Chevalier      | Wallonie-Bruxelles          |
| 9 ao 12  | Rhône-Alpes Isère Tour            | 2.2  | Nico Sijmens           | Cofidis, Solutions Crédits  |
| 9 ao 12  | Tour de Berlim                    | 2.2U | Mathias Møller Nielsen | Blue Water                  |
| 10 ao 12 | Tour de Picardie                  | 2.1  | Marcel Kittel          | Argos-Shimano               |
| 11       | Scandinavian Race                 | 1.2  | Alexander Gingsjö      | People4you-Unaas            |
| 11       | Clássica Belgrado-Čačak           | 1.2  | Matej Mugerli          | Adria Mobil                 |
| 11 ao 12 | Volta às Astúrias                 | 2.1  | Amets Txurruka         | Caja Rural-Seguros RGA      |
| 12       | Volta a Colónia                   | 1.1  | Sébastien Delfosse     | Crelan-Euphony              |
| 13 ao 18 | Tour de Olympia                   | 2.2  | Dylan van Baarle       | Rabobank Development        |
| 15 ao 19 | Tour da Noruega                   | 2.1  | Edvald Boasson Hagen   | Sky                         |
| 16 ao 19 | Ronde d'Isard                     | 2.2U | Juan Ernesto Chamorro  | 4-72 Colômbia               |
| 18       | Grande Prêmio Criquielion         | 1.2  | Boris Vallée           | Cor Code-Biowanze           |
| 18 ao 19 | Paris-Arrás Tour                  | 2.2  | Joey Rosskopf          | Hincapie Sportswear         |
| 19       | Simac Omloop der Kempen           | 1.2  | Eugenio Alafaci        | Leopard-Trek Continental    |
| 19 ao 26 | An Post Rás                       | 2.2  | Marcin Białobłocki     | UK Youth                    |
| 22 ao 26 | Volta à Baviera                   | 2.hc | Adriano Malori         | Lampre-Merida               |
| 22 ao 26 | Volta a Bélgica                   | 2.hc | Tony Martin            | Omega Pharma-Quick Step     |
| 23 ao 26 | Tour de Gironde                   | 2.2  | Jon Larrinaga          | Euskadi                     |
| 24       | Race Horizon Park 1               | 1.2  | Denys Kostyuk          | Kolss                       |
| 24 ao 26 | Carreira da Paz sub-23            | 2.2U | Toms Skujiņš           | Rietumu-Delfin              |
| 25       | Grand Prix de Plumelec-Morbihan   | 1.1  | Samuel Dumoulin        | AG2R La Mondiale            |
| 26       | Boucles de l'Aulne                | 1.1  | Matthieu Ladagnous     | FDJ                         |
| 26       | Race Horizon Park 2               | 1.2  | Mykhailo Kononenko     | Kolss                       |
| 26       | Troféu Cidade de San Vendemiano   | 1.2U | Mark Dzamastagic       | Sava                        |
| 30 ao 1  | Tour da Estónia                   | 2.1  | Gert Jõeäär            | Cofidis, Solutions Crédits  |

### Junho
| Data     | Carreira                                           | Cat. | Ganhador           | Equipa                      |
| -------- | -------------------------------------------------- | ---- | ------------------ | --------------------------- |
| 2        | Ronde van Zeeland Seaports                         | 1.1  | André Greipel      | Lotto Belisol               |
| 2        | Grande Prêmio Südkärnten                           | 1.2  | Julian Alaphilippe | Etixx-iHNed                 |
| 2        | Troféu Alcide Degasperi                            | 1.2  | Damien Howson      | Jayco-AIS                   |
| 2        | Coppa della Pace                                   | 1.2  | Alessio Taliani    | Futura Matricardi           |
| 2        | Memorial Philippe Van Coningsloo                   | 1.2  | Michael Vink       | Selecção de Nova Zelândia   |
| 4 ao 8   | Tour da Eslováquia                                 | 2.2  | Petr Vakoč         | Etixx-iHNed                 |
| 6        | G. P. Kanton Aargau                                | 1.1  | Michael Albasini   | Orica-GreenEDGE             |
| 6 ao 9   | Ronde de l'Oise                                    | 2.2  | Vegard Breen       | Joker Merida                |
| 8        | Riga Grand Prix                                    | 1.1  | Francesco Chicchi  | Vini Fantini-Selle Italia   |
| 8 ao 15  | Tour de Thüringe                                   | 2.2U | Dylan van Baarle   | Rabobank Development        |
| 9        | Jurmala G. P.                                      | 1.1  | Francesco Chicchi  | Vini Fantini-Selle Italia   |
| 9        | ProRace Berlin                                     | 1.1  | Marcel Kittel      | Argos-Shimano               |
| 9        | Raiffeisen G. P.                                   | 1.2  | Riccardo Zoidl     | Gourmetfein-Simplon         |
| 11 ao 16 | Volta à Sérvia                                     | 2.2  | Ivan Stévic        | Tusnad                      |
| 12 ao 16 | Ster ZLM Toer                                      | 2.1  | Lars Boom          | Blanco                      |
| 12 ao 16 | Tour de Luxemburgo                                 | 2.hc | Paul Martens       | Blanco                      |
| 13 ao 15 | Tour de Malopolska                                 | 2.2  | Łukasz Bodnar      | Bank BGŻ                    |
| 13 ao 16 | Volta à Eslovénia                                  | 2.1  | Radoslav Rogina    | Adria Mobil                 |
| 13 ao 16 | Ruta del Sur                                       | 2.1  | Thomas Voeckler    | Europcar                    |
| 13 ao 16 | Tour de Saboia                                     | 2.2  | Yoann Barbas       | Armée de Terre              |
| 13 ao 16 | Boucles de la Mayenne                              | 2.2  | David Veilleux     | Europcar                    |
| 14 ao 16 | Oberösterreichrundfahrt                            | 2.2  | Riccardo Zoidl     | Gourmetfein-Simplon         |
| 16       | Flecha das Ardenas                                 | 1.2  | Silvan Dillier     | BMC Development             |
| 19       | Ache-Ingooigem                                     | 1.1  | Kenny Dehaes       | Lotto Belisol               |
| 22       | Troféu Melinda                                     | 1.1  | Ivan Santaromita   | BMC Racing                  |
| 26       | Troféu Internacional Jong Maar Moedig              | 1.2  | Tim Declercq       | Topsport Vlaanderen-Baloise |
| 26 ao 29 | Carreira da Solidariedade e dos Campeões Olímpicos | 2.1  | Vitaliy Popkov     | ISD Continental             |
| 29       | Omloop Het Nieuwsblad sub-23                       | 1.2  | Dimitri Claeys     |                             |
| 30 ao 6  | Tour da Romênia                                    | 2.2  | Vitaly Buts        | Kolss                       |
| 30 ao 7  | Volta à Áustria                                    | 2.hc | Riccardo Zoidl     | Gourmetfein-Simplon         |

### Julho
| Data     | Carreira                                             | Cat. | Ganhador              | Equipa                      |
| -------- | ---------------------------------------------------- | ---- | --------------------- | --------------------------- |
| 5 ao 7   | Volta à Comunidade de Madri sub-23                   | 2.2U | Petr Vakoč            | Etixx-iHNed                 |
| 7        | Grande Prêmio de Pont à Marcq-Ronde-a Pévèloise      | 1.2  | Benoît Daeninck       | CC Nogent-sur-Oise          |
| 7        | Giro do Medeio Brenta                                | 1.2  | Federico Rocchetti    | Utensilnord-ora24.eu        |
| 9 ao 14  | Giro do Vale de Aosta                                | 2.2U | Davide Villella       | Colpack                     |
| 11       | Grande Prêmio Van de Stad Geel                       | 1.2  | Yves Lampaert         | Topsport Vlaanderen-Baloise |
| 11 ao 14 | Tour de Sibiu                                        | 2.1  | Davide Rebellin       | CCC Polsat Polkowice        |
| 11 ao 14 | Tour da República Checa                              | 2.2  | Leopold Konig         | NetApp-Endura               |
| 14       | Giro dos Apeninos                                    | 1.1  | Davide Mucelli        | Ceramica Flaminia-Fondriest |
| 18       | Campeonato Europeu Contrarrelógio sub-23             | CC   | Victor Campenaerts    | Selecção da Bélgica         |
| 19 ao 21 | Grande Prêmio Torres Vedras-Troféu Joaquim Agostinho | 2.2  | Eduard Prades         | OFM-Quinta da Lixa          |
| 20       | Central European Tour Miskolc G. P.                  | 1.2  | Siarhei Papok         | Selecção de Bielorrússia    |
| 20 ao 24 | Tour de Valonia                                      | 2.hc | Greg Van Avermaet     | BMC Racing                  |
| 21       | Central European Tour Budapeste G. P.                | 1.2  | Krisztian Lovassy     | Utensilnord-ora24.eu        |
| 21       | Campeonato Europeu em Estrada sub-23                 | CC   | Sean De Bie           | Selecção da Bélgica         |
| 23 ao 27 | Dookola Mazowsza                                     | 2.2  | Marcin Sapa           | BDC-Marcpol                 |
| 23 ao 28 | Tour de Alsacia                                      | 2.2  | Silvio Herklotz       | Stölting                    |
| 25       | Clássica de Ordizia                                  | 1.1  | Daniel Teklehaymanot  | Orica GreenEDGE             |
| 27       | Grande Prêmio de Kranj                               | 1.2  | Lukas Pöstlberger     | Gourmetfein-Simplon         |
| 27 ao 29 | Kreiz Breizh Elites                                  | 2.2  | Nick van der Lijke    | Rabobank Development        |
| 28       | Troféu Matteotti                                     | 1.1  | Sébastien Reichenbach | IAM                         |
| 28       | Polynormande                                         | 1.1  | José Gonçalves        | A Pomme Marseille           |
| 28       | Grande Prêmio da Villa de Pérenchies                 | 1.2  | Melvin Rullière       | SCO Dijon                   |
| 31       | Circuito de Guecho                                   | 1.1  | Juan José Lobato      | Euskaltel Euskadi           |
| 31 ao 4  | Volta à Dinamarca                                    | 2.hc | Wilco Kelderman       | Belkin                      |

### Agosto
| Data     | Carreira                                       | Cat.   | Ganhador            | Equipa                        |
| -------- | ---------------------------------------------- | ------ | ------------------- | ----------------------------- |
| 2 ao 4   | Volta a León                                   | 2.2    | Jordi Simón         | Coluer Bicycles-Bike Import   |
| 2 ao 11  | Tour de Guadalupe                              | 2.2    | Pierre Lebreton     |                               |
| 4        | RideLondon-Surrey Classic                      | 1.1    | Arnaud Démare       | Fdj.fr                        |
| 4        | Antwerpse Havenpijl                            | 1.2    | Preben van Hecke    | Topsport Vlaanderen           |
| 4        | Troféu Internacional Bastianelli               | 1.2    | Maxat Ayazbayev     | Continental Astana            |
| 7 ao 11  | Volta a Burgos                                 | 2.hc   | Nairo Quintana      | Movistar                      |
| 7 ao 18  | Volta a Portugal                               | 2.1    | Alejandro Marque    | OFM-Quinta da Lixa            |
| 8 ao 11  | Arctic Race da Noruega                         | 2.1    | Thor Hushovd        | BMC Racing                    |
| 8 ao 11  | Tour de Szeklerland                            | 2.2    | Georgi Georgiev     | Brisaspor                     |
| 9 ao 13  | Tour de l'Ain                                  | 2.1    | Romain Bardet       | AG2R La Mondiale              |
| 10       | Memorial Henryka Lasaka                        | 1.2    | Florian Sénéchal    | Etixx-iHNed                   |
| 11       | Puchar Uzdrowisk Karpackich                    | 1.2    | Adrian Honkisz      | CCC Polsat Polkowice          |
| 11       | Grande Prêmio Sportivi di Poggiana             | 1.2U   | Andrea Zordan       | Zalf Euromobil désirée fior   |
| 16       | Grande Prêmio Capodarco                        | 1.2    | Matteo Busato       | Uc Trevigiani Dynamon Bottoli |
| 16 ao 18 | Tour dos Fiordos                               | 2.1    | Sergei Chernetski   | Katusha                       |
| 17       | Puchar Ministra Obrony Narodowej               | 1.2    | Bartłomiej Matysiak | CCC Polsat Polkowice          |
| 17       | Grande Prêmio Kralovehradeckeho kraje          | 1.2    | Petr Vakoč          | Etixx-iHNed                   |
| 18 ao 25 | Baltic Chain Tour                              | 2.2    | Philipp Walsleben   | BKCP-Powerplus                |
| 20       | Grande Prêmio Stad Zottegem                    | 1.1    | Blaž Jarc           | NetApp-Endura                 |
| 20       | Grande Prêmio de Marbriers                     | 1.2    | Benoît Daeninck     | CC Nogent-sur-Oise            |
| 20 ao 23 | Tour de Limusino                               | 2.1    | Martin Elmiger      | IAM                           |
| 21       | Coppa Agostoni                                 | 1.1    | Filippo Pozzato     | Lampre-Merida                 |
| 21       | Druivenkoers Overijse                          | 1.1    | Björn Leukemans     | Vacansoleil-DCM               |
| 22       | Coppa Bernocchi                                | 1.1    | Sacha Modolo        | Bardiani Valvole-CSF Inox     |
| 23       | Dutch Food Valley Classic                      | 1.1    | Elia Viviani        | Cannondale                    |
| 23       | Tre Valli Varesine                             | 1.hc   | Kristijan Đurasek   | Lampre-Merida                 |
| 24 ao 31 | Tour de l'Avenir                               | 2.ncup | Rubén Fernández     | Selecção da Espanha           |
| 25       | Châteauroux Classic de l'Indre-Trophée Fenioux | 1.1    | Bryan Coquard       | Europcar                      |
| 27 ao 30 | Tour de Poitou-Charentes                       | 2.1    | Thomas Voeckler     | Europcar                      |
| 30 ao 31 | World Ports Classic                            | 2.1    | Nikolas Maes        | Omega Pharma-QuickStep        |
| 31       | Memorial Marco Pantani                         | 1.1    | Sacha Modolo        | Bardiani Valvole-CSF Inox     |

### Setembro
| Data     | Carreira                              | Cat. | Ganhador                  | Equipa                              |
| -------- | ------------------------------------- | ---- | ------------------------- | ----------------------------------- |
| 1        | Schaal Sels                           | 1.1  | Pieter Jacobs             | Topsport Vlaanderen-Baloise         |
| 1        | Ronde van Midden-Nederland            | 1.2  | Sebastian Forke           | NSP-Ghost                           |
| 1        | Croácia-Eslovénia                     | 1.2  | Riccardo Zoidl            | Gourmetfein-Simplon                 |
| 1 ao 5   | Volta à Bulgária                      | 2.2  | Rémy Di Gregorio          | Martigues SC-Vivelo                 |
| 5 ao 7   | Semana Lombarda                       | 2.1  | Patrik Sinkewitz          | Meridiana-Kamen Team                |
| 5 ao 8   | Okolo Jiznich Cech                    | 2.2  | Florian Sénéchal          | Etixx-iHNed                         |
| 7        | Brussels Cycling Classic              | 1.hc | André Greipel             | Lotto Belisol                       |
| 8        | Kernen Omloop Echt-Susteren           | 1.2  | Dylan Groenewegen         | De Rijke-Shanks                     |
| 8        | Grande Prêmio de Fourmies             | 1.hc | Nacer Bouhanni            | Fdj.fr                              |
| 14       | Tour de Jura                          | 1.2  | Matthias Brändle          | IAM                                 |
| 14       | De Kustpijl                           | 1.2  | Egidijus Juodvalkis       | Crelan-Euphony                      |
| 15       | Grande Prêmio Jef Scherens            | 1.1  | Bert De Backer            | Argos-Shimano                       |
| 15       | Tour de Doubs                         | 1.1  | Aleksejs Saramotins       | IAM                                 |
| 15       | Rabo Baronie Breda Classic            | 1.2  | Mike Teunissen            | Rabobank Development                |
| 15       | Chrono Champenois                     | 1.2  | Campbell Flakemore        | Huon Salmon-Genesys Wealth Advisers |
| 15 ao 22 | Volta à Grã-Bretanha                  | 2.1  | Bradley Wiggins           | Sky                                 |
| 18       | Grande Prêmio de Valonia              | 1.1  | Jan Bakelants             | RadioShack Leopard                  |
| 20       | Campeonato de Flandres                | 1.1  | Jens Debusschere          | Lotto Belisol                       |
| 20       | Grande Prêmio do Somme                | 1.1  | Preben Van Hecke          | Topsport Vlaanderen-Baloise         |
| 21       | Grande Prêmio Costa dos Etruscos      | 1.1  | Michele Scarponi          | Lampre-Merida                       |
| 21       | Grande Prêmio Impanis-Van Petegem     | 1.1  | Sep Vanmarcke             | Belkin                              |
| 21       | Tour Bohemia                          | 1.2  | Josef Benetseder          | WSA                                 |
| 22       | G. P. Indústria e Comércio de Prato   | 1.1  | Gianfranco Zilioli        | Androni Giocattoli-Venezuela        |
| 22       | Grande Prêmio de Isbergues            | 1.1  | Arnaud Démare             | Fdj.fr                              |
| 24       | Ruota d'Oro                           | 1.2  | Andrea Toniatti           | Zalf-Euromobil-Désirée-Fior Cycling |
| 25       | Circuito de Houtland                  | 1.1  | Marcel Kittel             | Argos-Shimano                       |
| 28 ao 29 | Tour de Gévaudan Languedoc-Roussillon | 2.2  | Yoann Bagot               | Cofidis, Solutions Crédits          |
| 29       | Duo Normando                          | 1.1  | Luke Durbridge Svein Tuft | Orica GreenEDGE                     |
| 29       | Gooikse Pijl                          | 1.2  | Vegard Robinson Bugge     | Joker Merida                        |

### Outubro
| Data   | Carreira                                         | Cat. | Ganhador                    | Equipa                 |
| ------ | ------------------------------------------------ | ---- | --------------------------- | ---------------------- |
| 2      | Milano-Torino                                    | 1.hc | Diego Ulissi                | Lampre-Merida          |
| 3      | Giro de Münsterland                              | 1.1  | Jos van Emden               | Belkin                 |
| 3 ao 6 | Tour de Eurometropole                            | 2.1  | Jens Debusschere            | Lotto-Belisol          |
| 5      | Piccolo Giro de Lombardia                        | 1.2  | Davide Villella             | Cannondale             |
| 6      | Tour de Vendée                                   | 1.hc | Nacer Bouhanni              | Fdj.fr                 |
| 8      | Binche-Tournai-Binche                            | 1.1  | Reinardt Janse Van Rensburg | Argos-Shimano          |
| 10     | Paris-Bourges                                    | 1.1  | John Degenkolb              | Argos-Shimano          |
| 10     | Grande Premeio Cidade de Peccioli-Coppa Sabatini | 1.1  | Diego Ulissi                | Lampre-Merida          |
| 12     | Giro de Emília                                   | 1.hc | Diego Ulissi                | Lampre-Merida          |
| 13     | Grande Prêmio Bruno Beghelli                     | 1.1  | Leonardo Duque              | Colombia               |
| 13     | Paris-Tours sub-23                               | 1.2U | Flavien Dassonville         | Selecção de France     |
| 13     | Paris-Tours                                      | 1.hc | John Degenkolb              | Argos-Shimano          |
| 15     | Prêmio Nacional de Clausura                      | 1.1  | Jens Debusschere            | Lotto-Belisol          |
| 20     | Chrono des Nations                               | 1.1  | Tony Martin                 | Omega Pharma-QuickStep |

## Classificações
- As classificações finalizaram da seguinte forma:[19]

### Individual
- Nota: Total de corredores com pontuação: 1202

1. 1 2 3 4  Corredores menores de 23 anos.

### Equipas
- Nota: Total de equipas com pontuação: 127

### Países
- Nota: Total de países com pontuação: 38

### Países sub-23
| Posição | País          | Pontos  |
| ------- | ------------- | ------- |
| 1º      | Países Baixos | 1.264   |
| 2º      | França        | 1.253,5 |
| 3º      | Itália        | 866     |
| 4º      | Dinamarca     | 757,5   |
| 5º      | Bélgica       | 734,92  |
| 6º      | Alemanha      | 646     |
| 7º      | Eslovênia     | 600     |
| 8º      | Chéquia       | 455,92  |
| 9º      | Noruega       | 373,75  |
| 10º     | Espanha       | 251     |

## Progresso das classificações
| Data                    | Classificação individual | Classificação por equipas  | Classificação por países | Classificação por países sub-23 |
| ----------------------- | ------------------------ | -------------------------- | ------------------------ | ------------------------------- |
| 25 de outubro de 2012   | -                        | -                          | Suíça                    | -                               |
| 25 de novembro de 2012  | -                        | -                          | Rússia                   | -                               |
| 25 de dezembro de 2012  | -                        | -                          | Rússia                   | -                               |
| 25 de janeiro de 2013   | -                        | -                          | França                   | -                               |
| 25 de fevereiro de 2013 | Jonathan Hivert          | Sojasun                    | França                   | França                          |
| 25 de março de 2012     | Francesco Reda           | Cofidis, Solutions Crédits | França                   | Países Baixos                   |
| 25 de abril de 2013     | Bryan Coquard            | Europcar                   | França                   | Países Baixos                   |
| 25 de maio de 2013      | Bryan Coquard            | Europcar                   | França                   | Países Baixos                   |
| 25 de junho de 2013     | Matej Mugerli            | Europcar                   | França                   | Países Baixos                   |
| 25 de julho de 2013     | Riccardo Zoidl           | Europcar                   | Itália                   | Países Baixos                   |
| 15 de agosto de 2013    | Riccardo Zoidl           | Europcar                   | Itália                   | Países Baixos                   |
| 25 de agosto de 2013    | Riccardo Zoidl           | Europcar                   | Itália                   | Países Baixos                   |
| 25 de setembro de 2013  | Riccardo Zoidl           | Europcar                   | França                   | Países Baixos                   |
| 20 de outubro de 2013   | Riccardo Zoidl           | Europcar                   | França                   | Países Baixos                   |
| Final                   | Riccardo Zoidl           | Europcar                   | França                   | Países Baixos                   |